# Верх-Алейка
Верх-Але́йка (рос. Верх-Алейка) — село у складі Третьяковського району Алтайського краю, Росія. Входить до складу Новоалейської сільської ради.

## Населення
Населення — 241 особа (2010; 351 у 2002).
Національний склад (станом на 2002 рік):
- росіяни — 98 %